# Lahden kisapuisto
Lahden kisapuisto is een multifunctioneel stadion in Lahti, een plaats in Finland. 
Het stadion werd geopend in 1952. In dat jaar werden de Olympische Spelen door Finland georganiseerd en ook dit stadion werd voor dat toernooi gebruikt. Het stadion wordt vooral gebruikt voor voetbalwedstrijden. De voetbalclub FC Lahti maakt gebruik van dit stadion. 
In het stadion is plaats voor 4.847 toeschouwers. Het recordaantal werd behaald in 1967 toen tijdens de wedstrijden tussen Lahden Reipas en Upon Pallo 8.144 toeschouwers aanwezig waren.
Jarenlang was dit het grootste stadion van de stad, maar na de opening van een nieuw stadion in 1981, werd deze rol overgenomen door dit nieuwe stadion. 

## Interlands
| Voetbalinterlands | Voetbalinterlands | Voetbalinterlands               | Voetbalinterlands | Voetbalinterlands | Voetbalinterlands |
| №                 | Datum             | Wedstrijd                       | Uitslag           | Competitie        | Toeschouwers      |
| ----------------- | ----------------- | ------------------------------- | ----------------- | ----------------- | ----------------- |
| 1                 | 16 juli 1952      | Verenigd Koninkrijk – Luxemburg | 3–5               | Olympische Spelen | 3.656             |
| 2                 | 20 augustus 1986  | Finland – DDR                   | 1–0               | vriendschappelijk | 3.325             |